# Aedes seampi
Aedes seampi är en tvåvingeart som beskrevs av Huang 1974. Aedes seampi ingår i släktet Aedes och familjen stickmyggor. Inga underarter finns listade i Catalogue of Life.